# Geinsheim am Rhein
Geinsheim am Rhein ist ein Ortsteil der Gemeinde Trebur im Südhessischen Ried. Bis zur hessischen Gebietsreform in den 1970er-Jahren war Geinsheim eine eigenständige Gemeinde, von der aus die Gemarkung Kornsand mit verwaltet wurde.

## Geschichte

### Ortsname
Die Ortsnamensendung „‑heim“ deutet auf eine Gründung zur Zeit der fränkischen Landnahme hin. Der Name Geinsheim leitet sich vermutlich von dem fränkischen Personennamen Gam oder Genno ab.
Die älteste erhaltene Erwähnung des Orts findet sich im Lorscher Codex als Geminnisheim oder Geminnesheim. Der Eintrag bezeugt, dass Ruoding dem Kloster Lorsch eine Wiese oder einen Acker stiftete. Die Schenkung wird auf 767 oder 770 datiert. In den folgenden Jahrhunderten findet sich der Ortsname von Geinsheim mit verschiedenen Schreibungen erwähnt: villa Ginsin (1093), villa Gensum (1122), villa Genso (1231), Genscheim (1432), Gynßheim, dorff (1450), Gynßheim (1469) und Geinßheim (1557). 
Der örtlichen Folklore zufolge leitet sich der Dorfname von Gans („Gänsheim“) ab. Dabei wird häufig auf das Wappen verwiesen, das eine flatternde weiße Hausgans auf schwarzem Schild darstellt.

### Mittelalter
Im Jahr 1024 wurde in Kamba der fränkische Salier Konrad zum König Konrad II. gewählt und in Mainz von Bischof Aribo gekrönt. Kamba soll eine gegenüber Oppenheim in einem alten Rheinbett gelegene Siedlung gewesen sein, die durch ein Rheinhochwasser zerstört wurde. Die Siedlung lag auf der Gemarkung des heutigen Geinsheim, zwischen Geinsheim und Leeheim, etwa dort, wo heute das Pumpwerk Kammerhof zu finden ist.
1122 schenkte der Mainzer Erzbischof Adalbert I. das Kirchenpatronat von Geinsheim dem Mainzer Benediktiner-Kloster St. Jakob. Das Kloster erhielt dann bald auch – der genaue Zeitpunkt ist nicht bekannt – die Dorfherrschaft, die es bis zum Ende des alten deutschen Reiches formal innehatte. Das Kloster belehnte zunächst die Herren von Münzenberg und nach der Münzenberger Erbschaft die Herren von Falkenstein mit der Vogtei über das Dorf. Mit dem Falkensteiner Erbe kam sie schließlich an die Grafen (ab 1744 Fürsten) von Isenburg, die so faktisch die Dorfherrschaft ausübten. Das Kloster Otterberg besaß im Ort ein zinspflichtiges Gut.

### Frühe Neuzeit
Im Herrschaftsbereich der Familie Isenburg war um das Ende des 16. Jahrhunderts das Solmser Landrecht zum Gewohnheitsrecht geworden. So setzte es sich auch in Geinsheim durch. Das Gemeine Recht galt nun nur noch, wenn das Solmser Landrecht für einen bestimmten Sachverhalt keine Bestimmungen enthielt. Das Solmser Landrecht blieb auch während der Zeit, in der Geinsheim zum Großherzogtum Hessen gehörte, geltendes Recht, das erst zum 1. Januar 1900 von dem einheitlich im ganzen Deutschen Reich geltenden Bürgerlichen Gesetzbuch abgelöst wurde.
Während des Sequesters der Grafschaft Isenburg-Büdingen (1635–1642) wurde Geinsheim von der Landgrafschaft Hessen-Darmstadt verwaltet. Nach der Restitution gab es Streit zwischen den Grafen und dem Kloster St. Jakob über die jeweiligen Rechte im Dorf. Graf Johann Ludwig von Isenburg-Offenbach und Abt Jodocus beendeten das 1656 mit einem Vergleich, wonach die Gerichtsgefälle geteilt wurden, Schultheiß und Gerichtspersonen gemeinschaftlich ernannt wurden, dem Kloster die Lehnshoheit und das Zehntrecht und dem Grafen die übrigen Herrschaftsrechte zustanden.
H. Simon fasst 1856 die Geschichte des Dorfes in Die Geschichte des reichsständischen Hauses Ysenburg und Büdingen Erster Band: Die Geschichte der Ysenburg=Büdingen´schen Landes so zusammen:

„Geinsheim: 765 Gemminesheim, 1122 Genissheim, Kirchdorf in der Nähe des Rheins. Im 8. und 9. Jahrhunderte erwarb hier die Reichsabtei Lorsch durch Schenkung und Kauf viele Güter. Schon im 12. Jahrhundert aber, also bereits vor der Uebergabe dieser Abtei an den Erzbischof Siegfried von Mainz, erscheint das Dorf im Besitze dieses Erzstiftes. Im Jahr 1122 schenkte der Erzbischof Adalbert das hiesige Patronatrecht dem Kloster St. Jakobsberg bei Mainz. Eine Bestätigung dieser Schenkung durch den Erzbischof Werner datiert aus dem Jahr 1265. Später aber erscheint dieses Kloster auch im Besitze des Dorfes. Ohne Zweifel hatte es dasselbe ebenfalls durch Schenkung vom Erzstifte empfangen. Das Kloster gab die Vogtei des Dorfes den Herrn von Minzenberg und Falkenstein zu Lehen, von welchen sie bei der Falkenstein´schen Erbverteilung mit der Herrschaft Dreieich schließlich an die Grafen von Isenburg kam. Doch wurden nach altem Herkommen davon Briefe weder gegeben noch genommen, was auf eine sehr frühe Belehnung schließen läßt.
In gerichtlicher Beziehung gehörte das Dorf wahrscheinlich seiner ganzen Lage nach in ganz alter Zeit zur Grafschaft Beßungen. Vermutlich aber errichtete das Kloster als Territorialherrschaft schon frühe ein besonderes Cent und Halsgericht für dasselbe, zu welchem keine weiteren Dörfer gehörten, und übertrug die Ausübung desselben den Herrn von Minzenberg und Falkenstein, die dasselbe im Namen des Abtes von St Jakobsberg hegten und besetzten. Von diesen fiel dasselbe an die Grafen von Isenburg. Während des Sequesters der Grafschaft Isenburg-Büdingen von 1635 - 1642 war es im Besitze von Hessen-Darmstadt. Nach der Restitution gab es mancherlei Streitigkeiten zwischen den Grafen und dem Abt wegen der beiderseitigen Berechtigungen. Deshalb schloss Graf Johann Ludwig von Isenburg Offenbach im Jahr 1656 mit dem Abt Jodocus einen Vergleich, wonach diesem außer der Lehnshoheit noch das Zehntrecht, dem Isenburgischen Haus aber die hohe und niedere Obrigkeit zustehen solle. Die Gerichtsgefälle sollten geteilt, Schultheiß und Gerichtspersonen gemeinschaftlich sein.
...
Im Jahr 1542 zählte das Dorf schon 90 Familien, also ungefähr 500 Seelen, gegenwärtig aber 1017 Einwohner.“

### Neuzeit
Mit dem Reichsdeputationshauptschluss von 1803 kam das Dorf auch formal zum Fürstentum Isenburg, das gegen Ende des alten Reiches zum „souveränen“ Fürstentum Isenburg avancierte.
Am 14. August 1806 wurde die Landgrafschaft Hessen-Darmstadt von Napoleon zum Großherzogtum erhoben. Nach dem Wiener Kongress 1814/15 kam Geinsheim zum Kaisertum Österreich, das es jedoch umgehend dem Großherzogtum Hessen abtrat. Die Übergabe an den Großherzog von Hessen fand am 9. Juli 1816 statt. Im Großherzogtum lag Geinsheim in der Provinz Starkenburg und gehörte bis 1821 zum Amt Dreieich. 1821 wurden im Rahmen einer Verwaltungsreform Landratsbezirke gebildet und Geinsheim dem Landratsbezirk Dornberg zugeteilt.
Die Statistisch-topographisch-historische Beschreibung des Großherzogthums Hessen berichtet 1829 über Geinsheim:

„Geinsheim (L. Dez. Dornberg) luth. und kath. Pfarrdorf; liegt an der von Darmstadt nach Oppenheim ziehenden Chaussee, 2 St. von Dornberg, und gehört dem Fürsten von Isenburg–Birstein. Der Ort hat 141 Häuser und 902 Einw., unter welchen 707 Luth., 128 Kath. und 67 Juden, sich befinden. – Ein alter Ort, der früher Gemminesheim hieß. Das Pastorat erhielt 1122 das Kloster auf dem Jacobsberg bei Mainz. Im Kriege Königs Albrecht gegen die rheinischen Churfürsten, hatte ersterer 1301 bei Geinsheim sein Lager aufgeschlagen, und rückte von da über den Main in die Herrschaft Eppenstein. Zwischen dem Fürsten von Isenburg und dem Kloster St. Jacobsberg war dieser Ort gemeinschaftlich, bis er 1802 ganz an Isenburg fiel. Im Jahr 1816 kam Geinsheim unter Hess. Hoheit, und 1826 trat der Fürst von Isenburg–Birstein die Justiz– u. Polizeiverwaltung über diesen Ort ab.“

1826 trat Fürst Wolfgang Ernst III. von Isenburg–Birstein die Justiz- und Polizeiverwaltung über den Ort ab. 1832 wurden die Verwaltungseinheiten im Großherzogtum ein weiteres Mal vergrößert und Kreise geschaffen. Damit gelangte Geinsheim in den Kreis Groß-Gerau. Die Provinzen, die Kreise und die Landratsbezirke des Großherzogtums wurden am 31. Juli 1848 abgeschafft und durch Regierungsbezirke ersetzt, was jedoch bereits am 12. Mai 1852 wieder rückgängig gemacht wurde. Daher gehörte Geinsheim von 1848 bis 1852 zum Regierungsbezirk Darmstadt, bevor wieder der Kreis Groß-Gerau für die übergeordnete Verwaltung zuständig war. Dort verblieb der Ort auch bei allen folgenden Verwaltungsreformen bis heute.
Die zuständige Gerichtsbarkeit war während der Zugehörigkeit zu Hessen-Darmstadt zunächst das standesherrliche Amt Dreieich. Von 1822/23 bis 1879 war das Landgericht Großgerau und ab 1879 das Amtsgericht Groß-Gerau für Geinsheim zuständig.
1860 wurde die Verwaltung des Kornsands an Geinsheim übertragen.
Im Zuge der Gebietsreform in Hessen wurden am 1. Januar 1977 die Gemeinden Astheim, Geinsheim, Hessenaue und Trebur durch das Gesetz zur Neugliederung des Landkreises Groß-Gerau zu einer Gemeinde mit dem Namen Trebur zusammengeschlossen. Ortsbezirke nach der Hessischen Gemeindeordnung wurden nicht errichtet.

### Verwaltungsgeschichte im Überblick
Die folgende Liste zeigt die Staaten und Verwaltungseinheiten, denen Geinsheim angehört(e):
- vor 1806: Heiliges Römisches Reich, Grafschaft/Fürstentum Isenburg-Büdingen, Anteil an der oberen Grafschaft Isenburg, Oberamt Offenbach, Amt Dreieich
- ab 1806: Fürstentum Isenburg (Rheinbund),[Anm. 2] Oberamt Offenbach, Amt Dreieich
- ab 1813: Generalgouvernement Frankfurt,[Anm. 3] Oberamt Offenbach, Amt Dreieich
- ab 1815: Kaisertum Österreich,[Anm. 4] Oberamt Offenbach, Amt Dreieich
- ab 1816: Großherzogtum Hessen (Souveränitätslande),[Anm. 5] Provinz Oberhessen, Amt Dornberg[17] (zur Standesherrschaft Isenburg gehörig)
- ab 1821: Großherzogtum Hessen, Provinz Starkenburg, Landratsbezirk Dornberg[Anm. 6]
- ab 1832: Großherzogtum Hessen, Provinz Starkenburg, Kreis Groß-Gerau
- ab 1848: Großherzogtum Hessen, Regierungsbezirk Darmstadt
- ab 1852: Großherzogtum Hessen, Provinz Starkenburg, Kreis Groß-Gerau
- ab 1871: Deutsches Reich,[Anm. 7] Großherzogtum Hessen, Provinz Starkenburg, Kreis Groß-Gerau
- ab 1918: Deutsches Reich,[Anm. 8] Volksstaat Hessen, Provinz Starkenburg, Kreis Groß-Gerau
- ab 1938: Deutsches Reich, Volksstaat Hessen, Landkreis Groß-Gerau[18][Anm. 9]
- ab 1945: Amerikanische Besatzungszone,[Anm. 10] Groß-Hessen, Regierungsbezirk Darmstadt, Kreis Groß-Gerau
- ab 1946: Amerikanische Besatzungszone, Hessen, Regierungsbezirk Darmstadt, Kreis Groß-Gerau
- ab 1949: Bundesrepublik Deutschland, Hessen, Regierungsbezirk Darmstadt, Kreis Groß-Gerau
- ab 1977: Bundesrepublik Deutschland, Hessen, Regierungsbezirk Darmstadt, Kreis Groß-Gerau, Gemeinde Trebur[Anm. 11]

## Bevölkerung

### Einwohnerstruktur 2011
Nach den Erhebungen des Zensus 2011 lebten am Stichtag, dem 9. Mai 2011, in Geinsheim 4287 Einwohner. Darunter waren 237 (5,5 %) Ausländer. Nach dem Lebensalter waren 786 Einwohner unter 18 Jahren, 2001 zwischen 18 und 49, 637 zwischen 50 und 64 und 660 Einwohner waren älter. Die Einwohner lebten in 1811 Haushalten. Davon waren 609 Singlehaushalte, 570 Paare ohne Kinder und 558 Paare mit Kindern, sowie 144 Alleinerziehende und 27 Wohngemeinschaften. In 300 Haushalten lebten ausschließlich Senioren und in 1434 Haushaltungen lebten keine Senioren.

### Einwohnerentwicklung
| • 1829: | 902 Einwohner, 414 Häuser. |
| • 1867: | 1087 Einwohner, 177 Häuser |

| Geinsheim: Einwohnerzahlen von 1829 bis 2022 | Geinsheim: Einwohnerzahlen von 1829 bis 2022 | Geinsheim: Einwohnerzahlen von 1829 bis 2022 | Geinsheim: Einwohnerzahlen von 1829 bis 2022 | Geinsheim: Einwohnerzahlen von 1829 bis 2022 |
| --- | -------------------------------------------- | -------------------------------------------- | -------------------------------------------- | -------------------------------------------- |
| Jahr |                                              |                                              |                                              | Einwohner                                    |
| 1829 | 1829                                         |                                              | 902                                          | 902                                          |
| 1834 | 1834                                         |                                              | 960                                          | 960                                          |
| 1840 | 1840                                         |                                              | 1.015                                        | 1.015                                        |
| 1846 | 1846                                         |                                              | 1.039                                        | 1.039                                        |
| 1852 | 1852                                         |                                              | 1.099                                        | 1.099                                        |
| 1858 | 1858                                         |                                              | 1.000                                        | 1.000                                        |
| 1864 | 1864                                         |                                              | 1.046                                        | 1.046                                        |
| 1871 | 1871                                         |                                              | 1.064                                        | 1.064                                        |
| 1875 | 1875                                         |                                              | 1.058                                        | 1.058                                        |
| 1885 | 1885                                         |                                              | 1.044                                        | 1.044                                        |
| 1895 | 1895                                         |                                              | 1.042                                        | 1.042                                        |
| 1905 | 1905                                         |                                              | 1.058                                        | 1.058                                        |
| 1910 | 1910                                         |                                              | 1.077                                        | 1.077                                        |
| 1925 | 1925                                         |                                              | 1.122                                        | 1.122                                        |
| 1939 | 1939                                         |                                              | 1.271                                        | 1.271                                        |
| 1946 | 1946                                         |                                              | 1.518                                        | 1.518                                        |
| 1950 | 1950                                         |                                              | 1.635                                        | 1.635                                        |
| 1956 | 1956                                         |                                              | 1.681                                        | 1.681                                        |
| 1961 | 1961                                         |                                              | 1.801                                        | 1.801                                        |
| 1967 | 1967                                         |                                              | 2.084                                        | 2.084                                        |
| 1970 | 1970                                         |                                              | 2.185                                        | 2.185                                        |
| 1980 | 1980                                         |                                              | ?                                            | ?                                            |
| 1990 | 1990                                         |                                              | ?                                            | ?                                            |
| 2000 | 2000                                         |                                              | ?                                            | ?                                            |
| 2011 | 2011                                         |                                              | 4.287                                        | 4.287                                        |
| 2015 | 2015                                         |                                              | 4.377                                        | 4.377                                        |
| 2022 | 2022                                         |                                              | 4.459                                        | 4.459                                        |
| Datenquelle: Historisches Gemeindeverzeichnis für Hessen: Die Bevölkerung der Gemeinden 1834 bis 1967. Wiesbaden: Hessisches Statistisches Landesamt, 1968. Weitere Quellen: LAGIS; Zensus 2011; Gemeinde Trebur |                                              |                                              |                                              |                                              |

### Historische Religionszugehörigkeit
| • 1829: | 707 lutherische (= 78,38 %), 67 jüdische (= 7,43 %) und 128 katholische (= 14,19 %) Einwohner |
| • 1961: | 1111 evangelische (= 61,69 %), 624 katholische (= 34,65 %) Einwohner                          |

## Kultur und Sehenswürdigkeiten

### Bauwerke
Geinsheim besteht aus dem alten Ortskern, der vom historischen Rathaus, einer kleinen katholischen Kapelle und einer neogotischen evangelischen Kirche geprägt wird, und aus mehreren Neubaugebieten, die in den 1960er-, 1980er- und 1990er-Jahren entstanden sind. Das Neubaugebiet der 1960er- und 1970er-Jahre beherbergt die Grundschule und die beiden Kindergärten sowie die „neue“ katholische Kirche in ihrer reduzierten quadratischen Backsteinoptik.

### Naturräume

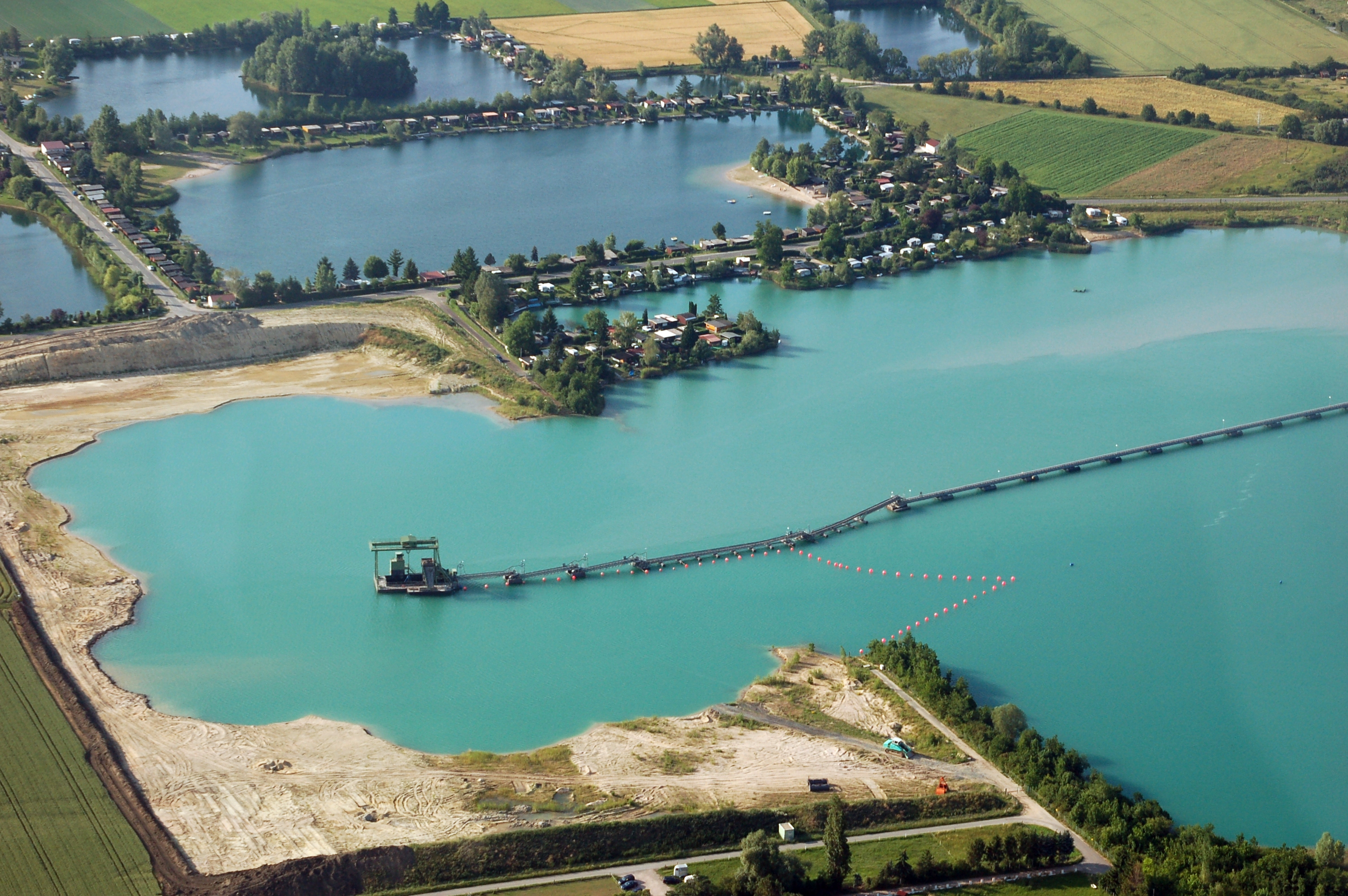
Luftaufnahme 2007 von Trebur-Geinsheim

Das sogenannte Moorloch ist der am nächsten am Ortsrand gelegene See. Hier wurde früher Torf für Heilanwendungen im Kurbad Schlangenbad bei Wiesbaden abgebaut. Inzwischen wird der Doppelsee vor allem zum Angeln und in sehr kalten Wintern auch zum Schlittschuhlaufen genutzt. Geinsheim ist von mehreren Baggerseen umgeben, von denen ein Teil noch zum Kiesabbau genutzt wird, ein Teil als Naherholungsgebiet mit verpachteten Camping-Anlagen und einer der Seen als öffentliches Freibad. Weitere Seen sind von Angel- und Naturschutzvereinen gepachtet. Um Geinsheim gibt es mehrere kleine Waldstücke und Gebiete, die als Naturschutzgebiete ausgewiesen sind. Seit einigen Jahren finden sich durch das Engagement einer Vogelschutzgruppe auch wieder regelmäßig Brutpaare der Weißstörche auf den Gemarkungen Geinsheims ein.
Im Rahmen des Hessischen Dorferneuerungsprogramm wurde ein Rundwanderweg, der Geusemer Gänsepfad, um das Dorf angelegt.

### Industriekultur
Unweit der Verbindungsstraße Kornsand-Geinsheim bei 8° 23' 01″ östliche Länge und 49° 52' 11″ nördliche Breite betreibt der Südwestrundfunk eine Sendeanlage für UKW, die einen 138 Meter hohen, abgespannten Stahlfachwerkmast mit dreieckigem Querschnitt als Antennenträger verwendet. Dieser Sendemast war ursprünglich Bestandteil der 1964 errichteten Viermast-Richtantenne des Bodenseesenders in Meßkirch-Rohrdorf. Er wurde in den 1970er-Jahren abgebaut und 1981 in Trebur wiederaufgebaut.

### Regelmäßige Veranstaltungen
Weit über die Grenzen der Gemeinde hinaus bekannt ist das Dorffest, die „Geusemer Kerb“, die im Gegensatz zu den „Kerwe-Festen“ Kirchweih in der näheren Umgebung nicht in den Kneipen und Gaststätten, sondern zentral in einem großen Festzelt auf dem Kerweplatz gefeiert wird. Es ist die größte Zeltkerb Südhessens.
Im Jahr 2019 feierte die "Geusemer Kerb" die 40. Zeltkerb.
Am 27. Mai 2018 war Geinsheim wieder Bestandteil der alle 2 Jahre stattfindenden Aktion "Der Kreis rollt", wie 2014. Die Fahrradroute verlief mitten durch den Ort, viele Vereine und Institutionen beteiligten sich mit Ständen.

## Wirtschaft und Infrastruktur
Geinsheim war lange Zeit landwirtschaftlich geprägt. Die räumliche Nähe zu Rüsselsheim am Main, Frankfurt am Main, Wiesbaden, Darmstadt und Mainz erlaubte es, dass die Bewohner sich im Lauf der Industrialisierung beruflich als Pendler in die umgebenden Städte orientieren konnten. In zwei Gewerbemischgebieten haben mittelständische Unternehmen unter anderem aus der chemischen Industrie ihren Sitz. In Geinsheim wird aber auch noch immer Landwirtschaft betrieben, so ist der Ortsteil der Gemeinde Trebur von Feldern, auf denen Raps, Sonnenblumen, Getreide, Mais und Zuckerrüben angebaut werden, umgeben.